# Sara Guasch
Sara Guasch Aros (Valparaíso, Chile, 21 de noviembre de 1918-Ciudad de México, México, 1 de junio de 2005), conocida de forma artística como Sara Guash, fue una actriz chilena que pasó la mayor parte de su carrera actoral en México durante la Época de Oro del cine mexicano. Apareció en más de setenta películas, telenovelas y programas de televisión. 

## Carrera
Sara Guasch comenzó su carrera actuando en su natal Chile. En la década de los 40 se trasladó a México, donde realizó una gran número de películas que la llevaron a convertirse en una de las actrices icónicas de la época de oro del cine mexicano.
El actor Fernando Luján dejó su casa a los 16 años para ir a vivir con Sara Guasch. Estuvieron juntos durante un año y medio hasta que a los 17 años él la dejó para casarse con quien sería la madre de su primer hijo.
Los últimos años de su vida estuvo recluida en la Casa del actor en México, D.F. donde falleció el 1 de junio de 2005 a causa de un paro cardíaco a los 85 años de edad, sus restos reposan en el panteón Mausoleos del Ángel en la Ciudad de México.

## Filmografía parcial
- La casa de la zorra (1945)
- Amor vendido (1951)
- Canasta uruguaya (1951)
- Pasionaria (1952)
- Siete mujeres (1953)
- Cuarto de hotel (1953)
- Las cariñosas (1953)
- Las tres Elenas (1954)
- La escondida (1956)
- Asesinos, S.A. (1957)
- Muertos de miedo (1958)
- Nuestro agente en Casablanca (1966)
- El nano (1971)